# Cenocorixa expleta
Cenocorixa expleta är en insektsart som först beskrevs av Philip Reese Uhler 1895.  Cenocorixa expleta ingår i släktet Cenocorixa och familjen buksimmare. Inga underarter finns listade i Catalogue of Life.